# X̲á:ytem

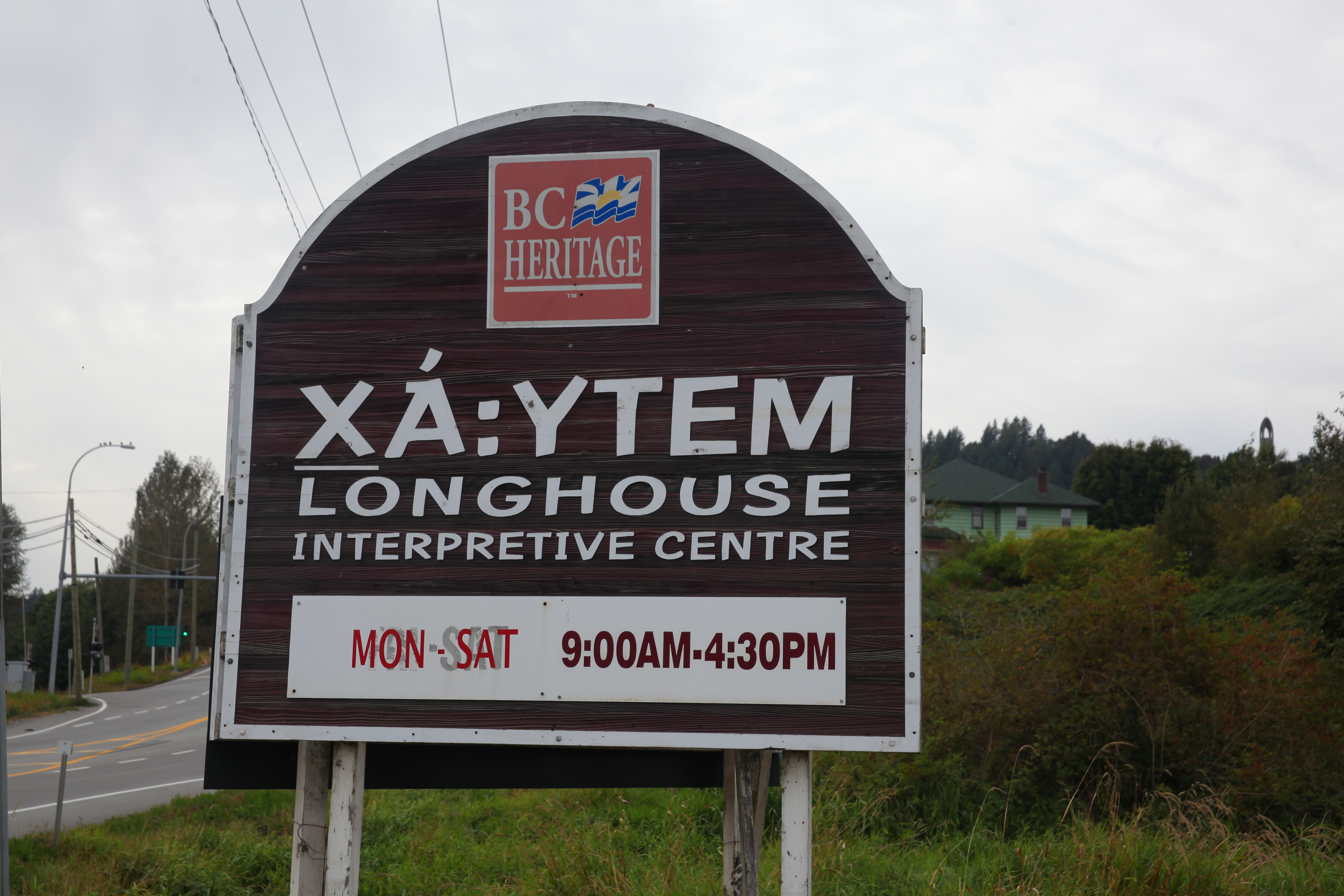
Schild am Eingang

X̲á:ytem und das Xá:ytem Longhouse Interpretive Centre sind eine archäologische Stätte und ein Museum in der kanadischen Provinz British Columbia. Es befindet sich in Mission und ist auf die Geschichte und Kultur der Indianer am unteren Fraser River, insbesondere der Stó:lō ausgerichtet, die kulturell zu den Küsten-Salish gehören. 
Das Interpretive centre geht auf archäologische Grabungen zurück, die 1990 östlich von Mission begonnen wurden. Ihr Leiter war Gordon Mohs, der im Auftrag der Sto:lo handelte. Die rund 16.000 Fundstücke waren so bedeutsam, dass die Stätte bereits zwei Jahre später, am 4. Juni 1992, von der kanadischen Regierung zur National Historic Site of Canada erklärt wurde. 1993 erwarb die Provinz das 18 Acre große Gebiet von Harry Utzig, dem Besitzer. Seither sind in dem traditionellen Gebiet der Sto:lo über 350 archäologische Stätten und weitere 200 heilige Orte registriert worden. 
Hinzu kommen lokale Mythen, wie etwa der Stó:lo-Mythos von drei angesehenen ihrer Führer, die von Xexá:ls – dem Verwandler (Transformer) – als Strafe dafür, dass sie ihr vom Großen Geist stammendes Wissen von der geschriebenen Sprache nicht teilen wollten, zu Stein verwandelt wurden. Xá:ytem enthält demnach weiterhin die shxweli (Lebenskraft oder Geist) der drei Männer.
Die Fundstätte barg vor allem Relikte aus der Charles-Phase (3500–1300 v. Chr.), einige Funde reichen allerdings auch bis in die von Knut Fladmark so genannte Lithic Stage (ca. 7000–3500 v. Chr.) zurück. Damit ist sie eine der wenigen Fundstätten dieses Alters in Westkanada.
Ursprünglich wurde die Institution von der Friends of Hatzic Rock Society gegründet, die inzwischen XÁ:YTEM Siyaye Society heißt. 
Das Zentrum bietet für Studenten und für Schüler verschiedene Lernprogramme an und arbeitet dabei mit der Simon Fraser University in Burnaby und der University of British Columbia in Vancouver zusammen.